# 城中大盗
是一部2010年美國犯罪驚悚片，由本·阿弗莱克自编、自导、自演，劇情改编自查克·霍根的小说《竊盜城》（Prince of Thieves）。

## 剧情
麻薩諸塞州波士顿市的查尔斯鎮以高犯罪率聞名，人稱「竊盜之城」，道格·麥克雷本是個有為的曲棍球選手，卻因為父親入獄加上母親吸毒后自殺的打擊，只好接受費基老大的差遣，帶領犯罪集團，搶劫銀行與運鈔車，道格足智多謀，屢屢犯下大案，又注意毀滅証據，警方也拿他沒奈何。
一次搶銀行的過程中，傑姆·考林意圖殺掉銀行的女經理克萊兒，以免她去向警方告狀。道格貪財不傷人，禁止傑姆的舉動。但道格也怕被揭穿，於是自己暗暗跟蹤克萊兒，並與她聊天，探聽口風。誰知郎才女貌的兩人卻陷入愛河。道格多次犯案，引來了联邦调查局（FBI）銀行刼案特派組組長亞當·福樓利的注意，亞當用盡心機，打算破獲此案，道格打算金盆洗手，收手不作，至佛羅里達州享受退休生涯。
費基老大不願意放過這棵搖錢樹，一定要道格繼續效力，否則就要暗殺克萊兒，並消遣他說：「昔年你母親就是因為被我用毒品控制，不得已才自殺的。」道格為了女友性命，被迫發動最後一次搶劫，有喪母之恨、有FBI與警局的威脅、有幕後黑道的恐嚇，道格究竟該如何是好呢？

## 演员
- 本·阿弗莱克饰道格·麥克雷，是科爾姆費基老大犯罪集團足智多謀的成員。[4]
- 丽贝卡·豪尔饰克萊兒·吉西，银行女經理，不知情的情況下，與道格相戀。[4]
- 杰瑞米·雷纳饰傑姆·考林，是科爾姆費基老大犯罪集團的成员，與道格情同兄弟。[4]
- 布蕾克·萊芙莉饰克麗斯塔·考林，傑姆的妹妹，道格的前女友，有一个一歲半的女儿莎恩。[4]
- 克里斯·库珀饰史提芬·麥克雷，道格的父亲。[4]
- Slaine（英语：Slaine (rapper)）饰格隆西·馬格隆，是科爾姆費基老大犯罪集團的成员。
- 歐文·伯克饰戴斯·艾登，是科爾姆費基老大犯罪集團的成员。
- 皮特·波斯尔思韦特饰科爾姆費基，是犯罪集團老大，镇上的巨头，也是武裝搶劫幕后主謀，以花店老闆的身份作為掩護。
- 乔·汉姆饰亞當·福樓利，追捕犯罪团伙的美國联邦调查局（FBI）證據鑑定反應小組組長，他的FBI工作服外套上有寫 FBI EVIDENCE  RESPONSE TEAM的英文。[4]
- 泰塔斯·威利弗饰迪諾，是美國波士頓市警察局青年暴力打擊部隊隊長，是亞當福樓利的合作拍檔，他的警察工作服外套有寫POLICE的英文。

## 制作

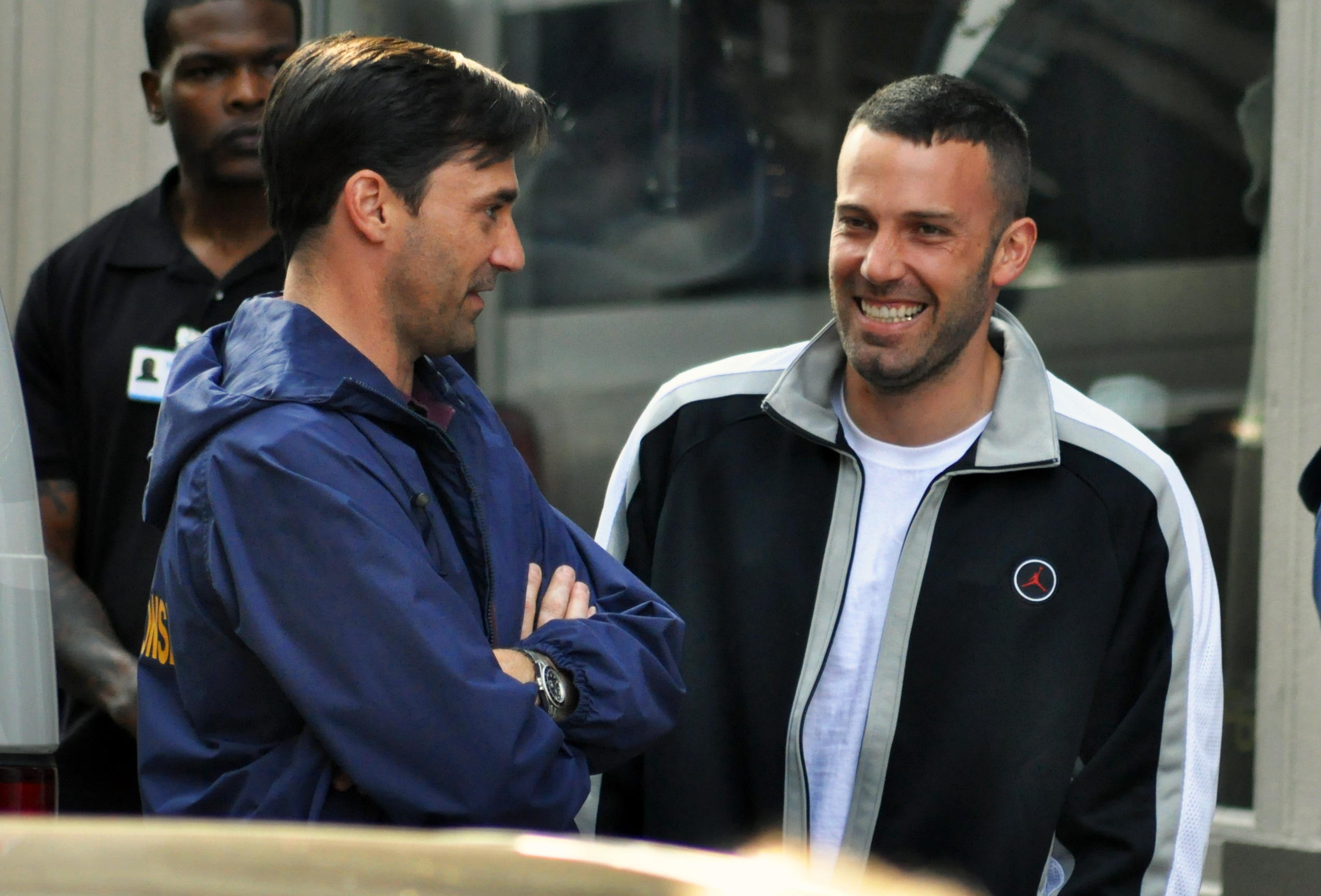
本·阿弗莱克与乔·汉姆在马萨诸塞州剑桥的拍摄场地闲谈的情景

制作始於2009年8月底，地点是在马萨诸塞州波士顿。过去的MASSBank分行位於梅尔罗斯，被用作电影场景中的银行，并命名为Cambridge Merchants Bank。剧组也在康涅狄格州安卡斯维尔的金神大赌场中拍摄赌场中的情景，并在马萨诸塞州沃尔波尔的MCI-Cedar Junction监狱中拍摄监狱的接访室。

## 迴响
这部电影在美国评论界得到了一致好评。电影在爛番茄上获得了94%的正面评价，基於214條評論，平均分為7.7/10，IMDb评分达到7.6分（满分10分）。评论家们特别赞赏了班·艾佛列克在抢劫场景之中的執導手法。在影评人A·O·史考特在《纽约时报》中所写的评论中，他如此评论影片开始的抢劫场景：“这一场景如同电影中其他大多数动作片段一样的紧凑、残酷和高效，证实了班·艾佛列克作为导演的技巧和自信。”
一些评论家评论说这部电影与迈克尔·曼的电影《盗火线》（Heat）惊人的相似，认为情节和风格实际上是相同的，Laremy Lengel甚至将他发表於《西雅图邮讯报》的文章命名为《The Town Works Best if You Avoid the Heat》。
罗杰·埃伯特对这部电影给出了3星（满分4星），赞赏了杰瑞米·雷纳的表演和本·阿弗莱克的导演手法。